# Kumbrijski jezik
Kumbrijski jezik (ISO 639-3: xcb), izumrli indoeuropski jezik koji se u 1. tisućljeću poslije Krista govorio na području nazvanom Hen Ogledda ili Stari sjever, odnosno današnje sjeverne Engleske i južne Škotske, poznato i kao Cumbria. 
Pripadao je britonskoj skupini keltskih jezika.